# Bansko
El municipi de Bansko (búlgar: Община Банско) és un municipi búlgar pertanyent a la província de Blagòevgrad, amb capital a la ciutat homònima. Es troba l'est de la província.
L'any 2011 tenia 13.088 habitants, el 97,33 búlgars i un 1,86% gitanos. Gairebé el 70% dels habitants del municipi viuen a la capital municipal, Blagòevgrad.

## Localitats
El municipi es compon de les següents localitats:
| Localitat   | Ciríl·lic | Superfície (km²) | Població (desembre de 2009) |
| ----------- | --------- | ---------------- | --------------------------- |
| Bansko      | Банско    | 148.280          | 8.911                       |
| Dobrinishte | Добринище | 80.356           | 2.843                       |
| Filipovo    | Филипово  | 15.157           | 597                         |
| Gostun      | Гостун    | 52.425           | 75                          |
| Kremen      | Кремен    | 61.869           | 299                         |
| Mesta       | Места     | 16.259           | 274                         |
| Obidim      | Обидим    | 64.962           | 142                         |
| Osenovo     | Осеново   | 52.832           | 114                         |
| Total       | Total     | 492.14           | 13.255                      |